# Eudemó d'Egipte
Eudemó (en grec antic: Εὐδαίμων, llatí: Eudaemon) fou un esportista grec que van obtenir un triomf als antics jocs olímpics. Se sap que era egipci però no de quin lloc. Va obtenir el triomf en la competició de pugilat, però la data és desconeguda.